# 콩고 민주 공화국의 대외 관계
콩고 민주 공화국은 중앙아프리카에 위치한 국가로, 한때 자이르로 알려져 있었다. 아프리카에서 두 번째로 큰 나라이며, 세계에서는 11번째로 넓은 면적을 차지한다.
아프리카 중앙에 위치한 지리적 특성으로 인해, 콩고 민주 공화국 (과거 자이르)은 독립 이후 줄곧 지역 내에서 중요한 역할을 해왔다. 거대한 영토, 풍부한 광물 자원, 전략적 위치 덕분에 자이르는 냉전 시기 동안 서방의 지지를 이끌어내는 데 성공했다. 그러나 1990년대 초 냉전이 종식되고 인권 유린에 대한 국제사회의 우려가 커지면서, 서방의 지원은 약화되었고 내적 개혁에 대한 압력이 높아졌다.
콩고 민주 공화국은 현재 인접국들의 군대가 개입한 내전 상태에 놓여 있다. 우간다, 부룬디, 르완다 군대는 동부 지역 대부분을 점거한 반군을 지원하고 있다.
이 지역에서 지속되는 문제 중 하나는 점령군에 의한 광물 자원의 약탈이다. 일부 추정에 따르면, 르완다군은 콜탄을 판매해 48개월 동안 3억 5천만 달러를 벌어들였으며, 여러 출처는 이 르완다산 콜탄이 불법적으로 콩고 민주 공화국에서 반출된 것임을 시사한다. 반군이 점거한 지역에서는 정부가 세금을 부과하지 못하고 있어 콩고 민주 공화국은 자국의 자원으로 수익을 얻지 못하는 상황이며, 오히려 그 자원이 반군 활동 자금으로 사용되고 있다.
킨샤사 정권은 짐바브웨, 앙골라, 나미비아, 차드, 수단 등의 군대로부터 지원을 받고 있다.
주변 국가들과의 관계는 대체로 안보 문제에 의해 좌우되어 왔다. 지역 내 관계는 복잡하고 상호 얽힌 동맹 구도로 특징지어지는 경우가 많다. 수단, 우간다, 앙골라, 르완다, 부룬디에서 발생한 갈등은 시기마다 양자 간 및 지역 차원의 긴장을 야기해왔다. 현재 콩고 민주 공화국에서 발생한 위기는, 콩고 영토가 이웃 국가들을 공격하는 여러 반군 단체의 근거지로 활용되어온 점과, 포괄적인 정치 체제가 부재한 점에 그 뿌리를 두고 있다.
콩고 민주 공화국은 국제형사재판소(ICC)의 회원국이기도 하며, 미군에 대한 보호를 보장하는 양자 면책 협정 (로마 규정 제98조에 근거함)을 체결하고 있다.

## 각국별 대외 관계

### 아시아

#### 대한민국
양국은 1963년 4월 1일에 외교 관계를 수립했다.

### 아프리카

#### 앙골라
양국은 1978년 7월 29일에 외교 관계를 수립했다.